# Crashday
Crashday es un videojuego de carreras codesarrollado por Replay Studios y Moonbyte Games, y publicado por Atari SA. Aquí, sin embargo, el aspecto de la carrera está en el fondo, porque en este juego se trata principalmente de destruir vehículos enemigos, si es necesario, por la fuerza de las armas.
En el juego hay un total de doce vehículos disponibles para elegir, incluido un coche de policía, un Opel Astra F GSi, un Hummer H1 y un Lamborghini, todos los cuales están modificados y llevan otro nombre por razones de licencia.
Crashday es una reminiscencia del juego Have a N.I.C.E. day!, algunas similitudes como armas, rampas y bucles están disponibles. Además, Crashday recuerda una mezcla de Carmageddon y el clásico de carreras Stunts.

## Jugabilidad

### General
Crashday es un juego de carreras orientado a la acción en el que la conducción limpia de las carreras está en segundo plano. Más bien, se trata de la destrucción de vehículos. Para este propósito, varias armas como ametralladora Gatling y lanzacohetes múltiple están disponibles para los pilotos. El segundo elemento central es el tuning de los vehículos. El jugador puede mejorar significativamente su vehículo en términos de apariencia, rendimiento y blindaje. Las carreras se realizan en una variedad de rutas, no solo hay arenas de varios tamaños, sino también caminos rurales, áreas urbanas o colinas.
Head-up Display muestra un velocímetro, un informe de daños que se vuelve rojo al aumentar el daño al vehículo del jugador, un mapa que muestra el propio vehículo y los vehículos opuestos, y una lista de los conductores que participan en la carrera actual su posición o sus puntos.
El jugador tiene un editor de pistas disponible, con el que puede diseñar nuevas rutas. Para este propósito, tiene un cierto número de bloques de construcción disponibles, que puede colocar arbitrariamente.

### Modos de carrera
Las partidas de demolición tratan de destruir vehículos enemigos. Las armas y las colisiones hacen más daño en este modo que en los otros modos. Hay diferentes condiciones de victoria entre las cuales el jugador puede elegir.
"Deathmatches" se trata de alcanzar un cierto número de enemigos destruidos. Este modo también se puede jugar con equipos. El juego con equipos es el mismo que el juego sin ellos, solo se agregan puntos de los miembros individuales del equipo. En cada baja en equipo, se deduce un punto del equipo en el que tuvo lugar la baja.
En los eventos de Last Man Standing, los vehículos de los jugadores no se restauran después de la destrucción. El ganador es el conductor cuyo vehículo es el único que todavía está listo para conducir.
Los puntos se alcanzan por saltos en espectáculos de acrobacias. Las pistas están plagadas de rampas, loopings y halfpipe s que hacen posibles saltos espectaculares. Los puntos se otorgarán como en los juegos de Tony Hawk. Quien tenga la mayor cantidad de puntos después de que el tiempo haya expirado o haya alcanzado primero el puntaje objetivo, ha ganado.
La "carrera" normal se trata de llegar primero a la meta. Hay un total de tres tipos de carreras. Circuito de carreras, carreras de sprint y nocauts. Sprintevents y Rundkursvents difieren solo por el tipo de pista; en el primero se conduce cierta sección, en el segundo una sección cerrada. Las carreras eliminatorias son eventos de carreras en circuito en los que se elimina al último piloto en cada vuelta. Al igual que con los eventos de último hombre, gana el piloto que es el único que queda al final.
El modo "Hold the Flag" se trata de conducir un smiley amarillo (llamado bandera en el juego) a través de un cierto número de puntos de control. Al comienzo de un evento de mantener la bandera, la bandera está oculta en algún lugar del terreno. El conductor que primero alcanza la bandera los recoge e intenta pasar por los puntos de control. Por cada punto de control que pasa, el conductor que tiene la bandera recibe un punto. Si otro conductor embiste la carita sonriente, recibirá la bandera y obtendrá puntos. El jugador que alcanza el puntaje prescrito primero gana.
Los eventos de "Pasar la bomba" son una especie de eventos de sostener la bandera. Sin embargo, en lugar del smiley hay una bomba. La bomba se coloca en el techo de un vehículo al comienzo del evento y se puede pasar por rampas. Hay un temporizador que cuenta hasta cero. Al agotarse el tiempo, la bomba explota y destruye el vehículo que la transportó. El objetivo del conductor es destruir un vehículo enemigo con la ayuda de la bomba, hay tres puntos. El vehículo que se destruye no recibe ningún punto, todos los demás reciben un punto. Un evento de pasar la bomba dura varias rondas (hasta un máximo de diez). El jugador que anota más puntos al final de la última ronda gana el evento.
Incluso los eventos de "Bomb Run" usan bombas, pero todos los vehículos tienen uno al principio. Estos eventos se llevan a cabo en circuitos normales con una serie de puntos de control. Si el jugador alcanza un umbral de velocidad generalmente muy bajo, la bomba se activa. Explota tan pronto como el vehículo del jugador cae por debajo de la velocidad. El umbral de velocidad aumenta con cada punto de control de paso. El ganador es el conductor que llega primero a la meta. Si no llega ningún vehículo al final, gana el conductor que ha pasado la mayoría de los puntos de control.
En las "pruebas de manejo", el jugador puede dejar las pistas en paz. No hay objetivos ni enemigos en este modo.

### Carrera individual
Aquí se puede elegir libremente entre los siete modos de carrera y configurar las carreras con la ayuda de algunos parámetros, como el número de enemigos, el tipo de armas permitidas o la instalación de nitrotanques. Se pueden usar todos los autos y todos los demás extras lanzados en el modo Carrera. También hay acceso a rutas creadas por el jugador en este modo.

### Modo de carrera
La carrera se trata de construir y desarrollar la Crashday Racing League ilegal. Se compone de un total de 26 carreras y misiones.
La carrera se escalona en cinco partes. Comienza con un examen de ingreso, un combate de demolición en una antigua fábrica. Si el jugador gana esto, es admitido en la primera liga, la liga de aficionados. Se compone de ocho carreras. Después de que el jugador haya ganado estas ocho carreras, recibe la admisión a la próxima liga, que se acumula nuevamente a partir de ocho carreras. Si el jugador también gana esta liga, es admitido en la "liga profesional", que se construye como las dos ligas anteriores. Si el jugador gana esta liga, será admitido en la final. Si el jugador gana esto, entonces ha dominado la carrera y obtiene acceso al vehículo más poderoso del juego, el "Incubator V12", inspirado en el Nissan Skyline.
El jugador comienza con el relativamente débil "Spectran TI". Por cada evento ganado, recibe dinero y los llamados "Puntos de reputación", con los que se desbloquean nuevos vehículos y piezas de modificación. Todos los vehículos comprados durante la carrera están disponibles para el jugador en el juego libre. Una excepción son los vehículos Ironhorse y The Judge, que ya se pueden jugar en carreras individuales desde el principio. Después de ganar un evento en modo Carrera, se puede volver a jugar en cualquier momento, sin embargo, el dinero del premio vuelve a un cuarto y no hay más puntos de llamada.

### Modo multijugador
Todas las variedades mencionadas en carreras individuales también se pueden jugar en Internet contra otros jugadores, con la excepción de las pruebas de manejo. Con la versión demo también se puede jugar en línea, pero solo en unos pocos servidores, porque la versión demo ya casi no se usa.
El 25 de agosto de 2009, Atari anunció que Replay Studios tuvo que declararse en bancarrota. Como resultado, el servidor maestro finalmente se cerró. Alternativamente, el sitio web Crashdaymaster.com fue creado por GamerZone para permitir juegos multijugador. Desde finales de 2009, RichDutch ha proporcionado un nuevo servidor maestro.

## Vehículos
Hay un total de doce autos para elegir en el juego, pero han sido renombrados y rediseñados por razones de licencia. La activación de los vehículos para los diferentes modos de juego se lleva a cabo en la carrera al comprar los vehículos en la tienda. Al principio, sin embargo, todos los vehículos, excepto el vehículo de lanzamiento, el "Spectran TI" no son accesibles. Los "Puntos de respeto" ganadores revelan los otros vehículos y los ponen a la venta. Para las carreras individuales están al lado del Spectran otros dos vehículos, el Ironhorse y el Judge disponibles, para usar en modo carrera, pero primero deben desbloquearse como los otros vehículos.
Para el juego originalmente se pretendían más vehículos, en la versión minorista del juego también había 23 vehículos. Tres de estos vehículos, un Bugatti, una Van y un Dodge Viper aparecen en los créditos.
| Lista de vehículos |                           |
| Nombre             | Modelo                    |
| Spectran TI        | Mazda 6                   |
| Buster GSt         | Opel Astra F GSi          |
| Hunter XT-5        | Honda CRX                 |
| Cube RS            | Volkswagen Golf           |
| Firesplitter '89   | Pontiac Firebird          |
| Ironhorse V8       | Ford Mustang Shelby GT500 |
| Bornbad GT90       | Chevrolet Corvette C6     |
| The Wrecker        | Humvee                    |
| Pickup V8          | Dodge Ram                 |
| Apachee 200X       | Lamborghini Murciélago    |
| The Judge 5000 SV  | Lamborghini Countach      |
| Incubator V12      | Nissan Skyline GT-R       |

## Banda sonora
La banda sonora incluye las siguientes 16 pistas de los géneros Rock y Electronic. La canción principal fue compuesta por Aachener Band Pencilcase.
| Musica del juego |                 |                            |          |
| #                | Artista         | Título                     | Duración |
| 1                | Lowbuz          | On The Ledge               | 3:12     |
| 2                | Pencilcase      | Crashday                   | 4:30     |
| 3                | Pencilcase      | Speed                      | 3:58     |
| 4                | Pencilcase      | Mrs. Rock'n'Roll Detective | 4:04     |
| 5                | Pro Fac         | Boom                       | 3:30     |
| 6                | Pro Fac         | Jody's Campus              | 2:58     |
| 7                | Peter Struck    | Move With Energy           | 3:51     |
| 8                | Peter Struck    | Experience                 | 3:20     |
| 9                | Peter Struck    | Hands on a Wheel           | 3:46     |
| 10               | Peter Struck    | Crowd                      | 4:51     |
| 11               | Peter Struck    | Time Explosion             | 4:19     |
| 12               | Peter Struck    | Space Rider                | 4:34     |
| 13               | Peter Struck    | New Contact                | 3:18     |
| 14               | Peter Struck    | Just Got to Town           | 4:51     |
| 15               | Jan Morgenstern | Big Beat Delta             | 3:10     |

## Historia de desarrollo
El desarrollo de "Crashday" duró un total de aproximadamente ocho años y, por lo tanto, un tiempo excepcionalmente largo. Los entonces estudiantes Robert Clemens y Jan Bodenstein decidieron en 1998 programar su propio juego de carreras. Sus modelos a seguir incluyen juegos de carreras orientados a la acción como NICE o Carmageddon. Después de elaborar un concepto y aprender técnicas básicas para el desarrollo del juego, en 2000 lanzaron un breve clip de película con escenas que luego se incluirían en el juego.
En 2002, se presentó una primera versión jugable de Crashday en Games Convention. Allí, un agente se dio cuenta del juego, con la ayuda de los cuales los estudiantes comenzaron negociaciones con estudios de desarrolladores. Finalmente, decidieron trabajar con el estudio de Hamburgo Moon Byte. En 2004, también firmaron un contrato con Atari, que debería actuar como editor.
En febrero de 2006, el juego finalmente se lanzó. Cinco meses después del lanzamiento, los desarrolladores lanzaron el llamado "Kit de desarrollo de software", que permitió a los modders realizar modificaciones de gran alcance en Crashday.

## Recepción
Alex Navarro de GameSpot dio una calificación modesta para  Crashday . Elogió el diseño de los derbis, que son entretenidos. Sin embargo, criticó la falta de innovación, ya que el juego en general tiene títulos similares muy fuertes como FlatOut. Además, criticó el rendimiento gráfico demasiado pobre, que es particularmente evidente en el diseño de entornos de carreras, así como una mala banda sonora en inglés. Además, mencionó las debilidades técnicas, como la trepidación, los errores y los problemas de conexión en el modo multijugador.
Paul Kautz de 4Players obtuvo una calificación más alta. Calificó el concepto de juego positivamente y lo describió como innovador y muy variado. Sin embargo, calificó el modo para un jugador como demasiado corto. Vio fortalezas y debilidades en los gráficos. Si bien los modelos de daños y los efectos de explosión estaban bien hechos, los gráficos circundantes eran de calidad moderada. Como característica especial de Crashday, Kautz enfatizó el editor de rutas, que puede usarse para construir fácilmente nuevas rutas.

## Versión Steam Greenlight
Se anunció una versión revisada de Crashday en Steam Greenlight, que se otorgó el 13 de julio de 2016. Fue lanzado como Redline Edition el 10 de agosto de 2017.